# Ludy Langer
Pour les articles homonymes, voir Langer.
Ludwig Ernest Frank Langer , dit Ludy Langer, né le 22 janvier 1893 à Los Angeles et mort le 5 juillet 1984 dans la même ville, est un nageur américain, spécialiste des courses de nage libre.

## Carrière
Ludy Langer fait partie de la délégation américaine présente aux Jeux olympiques de 1920 à Anvers ; il y remporte la médaille d'argent sur 400 mètres nage libre.
Il intègre l'International Swimming Hall of Fame en 1988.